# دكرور لماع
دكرور لماع (الاسم العلمي: Dicrurus bracteatus)، هو نوع من فصيلة الدكروريات يعيش في أستراليا وهو مدرج ضمن قائمة الأنواغ غير المعددة.